# Carlos Rodríguez Pastor
Carlos Antonio Rodríguez Pastor (Lima, 22 de mayo de 1900-ibídem, 4 de noviembre de 1998) fue un jurista, abogado, escritor y político peruano.

## Biografía
Carlos Rodríguez Pastor nació en Lima, el 11 de mayo de 1900, hijo de Rafael Rodríguez y Enriqueta Pastor. Hizo sus estudios escolares en el Colegio Santo Tomás de Aquino. Luego recibió conocimientos de humanidades y filosofía en el Seminario de Santo Toribio. Estudió letras y jurisprudencia en la Universidad Nacional Mayor de San Marcos, donde en 1936 obtiene el grado de Doctor con la tesis sobre la Institución de las Reservas. Falleció el 4 de noviembre de 1998 en la ciudad de Lima.
Fue docente de filosofía y castellano en varios colegios de Lima, tanto públicos como privados. En 1928 se incorpora a su alma mater como catedrático de la facultad de Derecho. Fue docente de la Pontificia Universidad Católica del Perú donde dictó el curso de Filosofía General, y se hizo cargo de las cátedras de Derecho Romano, Derecho de Seguros y Deontologia Forense. En 1974 fue elegido Director del Programa Académico de Derecho, cargo que ejerció por un año, y en 1989 fue nombrado Profesor emérito de la PUCP. También enseñó, hasta muy avanzada edad, en la Facultad de Derecho de la Universidad de Lima.
En el antiguo Ministerio de Justicia, Instrucción, Culto y Beneficencia, fue sucesivamente amanuense, secretario del Despacho ministerial, director de Exámenes y Estudios, director de Educación Secundaria y Comercial, director general de enseñanza y Ministro de Educación (nombrado en 1955). Fue comisionado del Gobierno del Perú, en los Estados Unidos, para la ejecución del Convenio sobre el Servicio Cooperativo de Educación. Asistió al primer Congreso de Ministros y Directores de Educación de Panamá. Ha sido Fiscal suplente del Tribunal Correccional de Lima; Secretario del Comité Organizador del 1.er. Congreso Nacional de Abogados; Consejero Legal del Servicio Cooperativo Peruano - Norteamericano de Educación.
Fue diputado por la Provincia de Angaraes entre 1939 y 1948. Asimismo, fue reelecto como diputado por Huancavelica en 1950 llegando a ser vicepresidente de su cámara.
Fue miembro fundador de la Academia de Derecho y su presidente desde 1967 hasta 1994. Fue Presidente del Instituto Peruano de Derecho de Seguros y miembro honorario de la Sociedad Peruana de Estudios Clásicos.

## Obras
- Ensayo sobre el problema de la segunda enseñanza (1929)
- Problemas sociales contemporáneos 1929
- Lecciones de filosofía moral 1933
- Temas de Derecho de Trabajo 1946
- Derecho de Seguros y Reaseguros 1987
- Prontuario de Derecho Romano 1992

## Premios y reconocimientos
Reconocido por su valiosa colaboración al desarrollo de la Educación, la Ciencia y la Cultura con las "Palmas Magisteriales, en el grado de Amauta".